# ジェイソン・ジャクソン
ジェイソン・ジャクソン（Jason Jackson、1990年10月30日 - ）は、ジャマイカの男性総合格闘家。スパニッシュ・タウン出身。キルクリフFC所属。元Bellator世界ウェルター級王者。元Titan FCウェルター級王者。元LFAウェルター級王者。

## 来歴
ジャマイカのスパニッシュ・タウンで生まれ、12歳の時にアメリカ合衆国のフロリダ州へ移住した。高校時代はレスリングを経験し、卒業後にブラックジリアンズで総合格闘技のトレーニングを始めた。2012年にプロ総合格闘技デビュー。

### Bellator
2018年8月17日、Bellator初参戦となったBellator 204でジョードン・ラーソンと対戦し、右ストレートでダウンを奪いパウンドで1RTKO勝ち。
2020年11月19日、Bellator 253で元UFC世界ライト級王者ベン・ヘンダーソンと対戦し、3-0の判定勝ち。
2021年4月2日、Bellator 255でウェルター級ランキング3位のネイマン・グレイシーと対戦し、3-0の判定勝ち。
2021年6月11日、Bellator 260でウェルター級ランキング8位のポール・デイリーと対戦し、3-0の判定勝ち。
2022年7月22日、Bellator 283でウェルター級ランキング2位の元Bellator世界ウェルター級王者ドゥグラス・リマと対戦し、3-0の5R判定勝ち。

#### Bellator世界王座獲得
2023年11月17日、Bellator 301のBellator世界ウェルター級タイトルマッチで王者ヤロスラフ・アモソフに挑戦。3Rに右ストレートでダウンを奪い、追撃のパウンドからテンプルへかすめた右アッパーでKO勝ち。王座獲得に成功した。
2024年2月24日、昨年Bellatorを買収したPFLとの共同開催となったPFL vs. BellatorでPFLウェルター級トーナメント2019・2021王者レイ・クーパー3世と182.4ポンドのキャッチウェイト契約で対戦し、右ローキックでダウンを奪いパウンドで2RTKO勝ち。この試合のために特別に作成されたスーパーベルトの獲得に成功した。

#### Bellator世界王座陥落
2024年6月22日、Bellator Champions Series 3のBellator世界ウェルター級タイトルマッチで挑戦者ラマザン・クラマゴメドフと対戦し、0-3の5R判定負け。王座から陥落した。

## 戦績
| 総合格闘技 戦績 | 総合格闘技 戦績 | 総合格闘技 戦績 | 総合格闘技 戦績 | 総合格闘技 戦績 | 総合格闘技 戦績 | 総合格闘技 戦績 |
| --------------- | --------------- | --------------- | --------------- | --------------- | --------------- | --------------- |
| 25 試合         | (T)KO           | 一本            | 判定            | その他          | 引き分け        | 無効試合        |
| 19 勝           | 6               | 4               | 9               | 0               | 0               | 0               |
| 6 敗            | 2               | 0               | 4               | 0               | 0               | 0               |

| 勝敗 | 対戦相手                 | 試合結果                             | 大会名                                                                                            | 開催年月日     |
| ×    | サド・ジーン             | 5分3R終了 判定1-2                    | PFL 2025 World Tournament 【2025年PFLウェルター級トーナメント準決勝】                             | 2025年4月3日   |
| ○    | アンドレイ・コレシュコフ | 2R 4:21 リアネイキドチョーク         | PFL 2025 World Tournament 【2025年PFLウェルター級トーナメント1回戦】                              | 2025年4月3日   |
| ×    | ラマザン・クラマゴメドフ | 5分5R終了 判定0-3                    | Bellator Champions Series 3: Jackson vs. Kuramagomedov 【Bellator世界ウェルター級タイトルマッチ】 | 2024年6月22日  |
| ○    | レイ・クーパー3世        | 2R 0:23 TKO（右ローキック→パウンド） | PFL vs. Bellator: Champs                                                                          | 2024年2月24日  |
| ○    | ヤロスラフ・アモソフ     | 3R 2:08 KO（右アッパー）             | Bellator 301: Amosov vs. Jackson 【Bellator世界ウェルター級タイトルマッチ】                       | 2023年11月17日 |
| ○    | ドゥグラス・リマ         | 5分5R終了 判定3-0                    | Bellator 283: Lima vs. Jackson                                                                    | 2022年7月22日  |
| ○    | ポール・デイリー         | 5分3R終了 判定3-0                    | Bellator 260: Lima vs. Amosov                                                                     | 2021年6月11日  |
| ○    | ネイマン・グレイシー     | 5分3R終了 判定3-0                    | Bellator 255: Pitbull vs. Sanchez 2                                                               | 2021年4月2日   |
| ○    | ベン・ヘンダーソン       | 5分3R終了 判定3-0                    | Bellator 253: Caldwell vs. McKee                                                                  | 2020年11月19日 |
| ○    | ジョーダン・メイン       | 5分3R終了 判定3-0                    | Bellator 242: Bandejas vs. Pettis                                                                 | 2020年7月24日  |
| ○    | ストラッサー起一         | 5分3R終了 判定3-0                    | Bellator 236: Macfarlane vs. Jackson                                                              | 2019年12月21日 |
| ×    | エド・ルース             | 5分3R終了 判定1-2                    | Bellator 231: Mir vs. Nelson 2                                                                    | 2019年10月25日 |
| ○    | エメルソン・ソウザ       | 5分5R終了 判定2-1                    | LFA 71 【LFAウェルター級王座決定戦】                                                              | 2019年7月12日  |
| ○    | スコット・ファトレル     | 2R 4:07 肩固め                       | LFA 64                                                                                            | 2019年4月26日  |
| ○    | ジョードン・ラーソン     | 1R 3:52 TKO（右ストレート→パウンド） | Bellator 204: Caldwell vs. Lahat                                                                  | 2018年8月17日  |
| ×    | カイル・スチュワート     | 2R 0:21 TKO（足首の負傷）            | Dana White's Contender Series 3                                                                   | 2017年7月25日  |
| ○    | ディエゴ・リマ           | 1R 2:10 TKO（パンチ連打）            | Titan FC 42 【Titan FCウェルター級タイトルマッチ】                                                | 2016年12月2日  |
| ○    | ホドリゴ・カヴァリェイロ | 3R 2:41 フロントチョーク             | Titan FC 41                                                                                       | 2016年9月9日   |
| ○    | ビクター・モレノ         | 1R 1:55 TKO（パンチ連打）            | Victory Fighting Championship 48 【VFCウェルター級王座決定戦】                                    | 2016年2月19日  |
| ○    | マイケル・リリー         | 5分3R終了 判定3-0                    | Fight Time 20                                                                                     | 2014年8月29日  |
| ×    | ヘイダー・ハッサン       | 3R 2:32 TKO（パンチ連打）            | CFA 12                                                                                            | 2013年10月12日 |
| ○    | マイケル・ジョンソン     | 2R 2:05 三角絞め                     | Fight Time 12: Warriors Collide                                                                   | 2012年11月2日  |
| ○    | エフレイン・シントロン   | 2R 1:10 三角絞め                     | Fight Time 11: Unfinished Business                                                                | 2012年8月24日  |
| ×    | コルビー・コヴィントン   | 5分3R終了 判定0-3                    | Fight Time 10: It's Personal                                                                      | 2012年7月22日  |
| ○    | ジェローム・ブチャナン   | 1R 0:55 TKO（パンチ連打）            | Fight Time 9: MMA Explosion                                                                       | 2012年4月27日  |

## 獲得タイトル
- 第3代Titan FCウェルター級王座（2016年）
- 第3代LFAウェルター級王座（2019年）
- 第9代Bellator世界ウェルター級王座（2023年）